# Flèche wallonne 2010
Cet article traite uniquement de la compétition masculine. Pour les résultats de la compétition féminine, voir Flèche wallonne féminine.
La 74e édition de la Flèche wallonne s'est déroulée le 21 avril 2010. Il s'agit de la 11e épreuve du Calendrier mondial UCI 2010. Elle a été remportée par Cadel Evans (BMC Racing), champion du monde en titre. L'Espagnol Joaquim Rodríguez prend la tête du classement mondial, grâce à sa deuxième place. L'Espagnol Alejandro Valverde initialement huitième de la course est disqualifié en raison d'une suspension rétroactive dont il fait l'objet.

## Présentation

### Participants
Liste de départ

#### Équipes
La liste des 25 équipes participant à la course a été annoncée le 24 mars par l'organisateur Amaury Sport Organisation (ASO). Elle est identique à celle de Liège-Bastogne-Liège, qui a lieu quatre jours plus tard et est également organisée par ASO. Elle comprend 17 équipes ProTour et 8 équipes continentales professionnelles :
- équipes ProTour : Team Milram, Omega Pharma-Lotto, Quick Step, Team Saxo Bank, Caisse d'Épargne, Euskaltel-Euskadi, Garmin-Transitions, Team HTC-Columbia, Team RadioShack, AG2R La Mondiale, La Française des jeux, Liquigas-Doimo, Astana, Rabobank, Team Sky, Team Katusha, Lampre-Farnese Vini
- équipes continentales professionnelles : Topsport Vlaanderen-Mercator, Landbouwkrediet - Tonissteiner, BMC Racing, BBox Bouygues Telecom, Cofidis, Acqua & Sapone, Androni Giocattoli, Cervélo TestTeam

L'équipe Footon-Servetto est la seule équipe ProTour à ne pas être invitée. Parmi les équipes continentales professionnelles, les équipes néerlandaises Skil-Shimano et Vacansoleil, présentes en 2009, ne sont pas invitées. Johnny Hoogerland (Vacansoleil), est par conséquent privé de participation à ces courses qu'il avait classées parmi ses objectifs de la saison.

#### Favoris
Les principaux favoris de cette édition sont Andy et Fränk Schleck (Team Saxo Bank), Alejandro Valverde (Caisse d'Épargne), Damiano Cunego (Lampre-Farnese Vini), Kim Kirchen (Team Katusha), Cadel Evans (BMC Racing), Philippe Gilbert (Omega Pharma-Lotto), Robert Gesink (Rabobank) et Joaquim Rodríguez (Team Katusha),.
D'autres coureurs sont cités parmi les favoris : Luis León Sánchez (Caisse d'Épargne), Vincenzo Nibali, Roman Kreuziger, Franco Pellizotti (Liquigas-Doimo), Simon Gerrans, Thomas Lövkvist (Team Sky), Sergueï Ivanov, Alexandr Kolobnev (Team Katusha), Stefano Garzelli (Acqua & Sapone) ou Michael Albasini (Team HTC-Columbia).
Les autres prétendants de cette Flèche wallonne sont Jens Voigt (Team Saxo Bank), Samuel Sánchez (Euskaltel-Euskadi), Karsten Kroon (BMC Racing), Maxime Monfort, Tony Martin (Team HTC-Columbia), Bradley Wiggins (Team Sky), Christopher Horner (Team RadioShack), Christian Vande Velde (Garmin-Transitions), Michele Scarponi (Androni Giocattoli) et Stefano Garzelli (Acqua & Sapone) .

### Parcours
Pour cette édition, l'ordre des 2 boucles autour du Mur de Huy est interverti, de manière que le deuxième passage au Mur de Huy ne se situe plus qu'à une trentaine de kilomètres de la montée finale. De plus, la côte d'Ereffe est introduite.
| Apparition (no de kilomètre) | Lieu                     | Montée (distance et % de côte) |
| ---------------------------- | ------------------------ | ------------------------------ |
| 67,0                         | Mur de Huy (1er passage) | 1,3 km à 9,3 %                 |
| 106,5                        | Côte de Peu d'Eau        | 2,7 km à 3,9 %                 |
| 112,0                        | Côte de Haut-Bois        | 1,6 km à 4,8 %                 |
| 137,5                        | Côte de Groynne          | 2,0 km à 3,5 %                 |
| 143,5                        | Côte de Bohissau         | 1,3 km à 7,6 %                 |
| 146,5                        | Côte de Bousalle         | 1,7 km à 4,9 %                 |
| 157,5                        | Côte d'Ahin              | 2,3 km à 6,5 %                 |
| 168,5                        | Mur de Huy (2e passage)  | 1,3 km à 9,3 %                 |
| 187,0                        | Côte d'Ereffe            | 2,1 km à 5,9 %                 |
| 198,0                        | Mur de Huy (3e passage)  | 1,3 km à 9,3 %                 |

## Récit de la course
Dans les premiers kilomètres, de nombreux coureurs, notamment Maxime Bouet (AG2R La Mondiale) et Thomas De Gendt (Topsport Vlaanderen-Mercator), tentent de s'échapper, en vain. Giuseppe Palumbo (Acqua & Sapone) parvient cependant à s'extirper du peloton au km 44. Il est suivi par David Loosli (Lampre-Farnese Vini), Dimitri Champion (AG2R La Mondiale), Stéphane Augé (Cofidis) et Benjamin Gourgue (Landbouwkrediet). Champion passe en tête au 1er passage sur le Mur de Huy, que les hommes de tête 8 min 25 s d'avance sur le peloton.
Les Team Katusha et les Caisse d'Épargne vont alors enclencher la poursuite. Une poursuite toutefois peu effrénée, qui donne des idées à Laurent Didier, Jens Voigt (Team Saxo Bank), Thomas De Gendt (Topsport Vlaanderen-Mercator), Daniele Righi (Lampre-Farnese Vini), Jan Bakelants (Omega Pharma-Lotto), Christophe Moreau (Caisse d'Épargne) et Christopher Froome (Team Sky). Les 7 hommes attaquent dans la côte de Haut-Bois. Champion et Loosli vont lâcher un par un leurs compagnons d'échappée, puis être rejoints à 38 km du but par Kristof Vandewalle (Topsport Vlaanderen-Mercator), Eduard Vorganov (Team Katusha), Blel Kadri (AG2R La Mondiale), Bram Tankink (Rabobank) et Stéphane Augé (Cofidis). Dans la foulée du 2e passage au Mur de Huy, Loosli et Tankink sont rejoints par Fränk Schleck (Team Saxo Bank) et Roman Kreuziger (Liquigas-Doimo). Les Astana maintiennent cependant un écart autour de 30 secondes. Dans la côte d’Ereffe, Sergueï Ivanov (Team Katusha) attaque, mais ne parvient pas à rejoindre le quatuor.
Igor Antón (Euskaltel-Euskadi), Aleksandr Kolobnev (Team Katusha) et Benoît Vaugrenard (La Française des jeux) rejoignent le groupe de tête à 4 km du but. Deux kilomètres plus loin, tous les échappés sont repris. L’explication peut alors commencer. Andreas Klöden (Team RadioShack) attaque, mais trop tôt. Il est repris par Igor Antón et Alberto Contador (Astana), qui prennent les commandes du groupe de favoris pendant la majeure partie de la montée. Mais, Cadel Evans (BMC Racing), qui a attaqué trop tôt les années précédentes, dépasse Contador à 70 m de la ligne. Derrière lui, Joaquim Rodríguez (Team Katusha) est 2e et Alberto Contador 3e. Evans devient le premier Australien à remporter la Flèche wallonne et le cinquième coureur à s'imposer dans la Flèche wallonne vêtu du maillot arc-en-ciel de champion du monde après Ferdi Kübler en 1952, Rik Van Steenbergen en 1958, Eddy Merckx en 1972 et Claude Criquielion en 1985.

## Classement final
|             | Coureur            | Pays       | Équipe              |    | Temps           |
| ----------- | ------------------ | ---------- | ------------------- | -- | --------------- |
| 1           | Cadel Evans        | Australie  | BMC Racing Team     | en | 4 h 29 min 24 s |
| 2           | Joaquim Rodríguez  | Espagne    | Team Katusha        | +  | 0 s             |
| 3           | Alberto Contador   | Espagne    | Astana              |    | 0 s             |
| 4           | Igor Antón         | Espagne    | Euskaltel-Euskadi   |    | 6 s             |
| 5           | Damiano Cunego     | Italie     | Lampre-Farnese Vini |    | 9 s             |
| 6           | Philippe Gilbert   | Belgique   | Omega Pharma-Lotto  |    | 11 s            |
| 7           | Christopher Horner | États-Unis | Team RadioShack     |    | 11 s            |
| disqualifié | Alejandro Valverde | Espagne    | Caisse d'Épargne    |    | 11 s            |
| 8           | Andy Schleck       | Luxembourg | Team Saxo Bank      |    | 11 s            |
| 9           | Ryder Hesjedal     | Canada     | Garmin-Transitions  |    | 11 s            |
| 10          | Michael Albasini   | Suisse     | Team HTC-Columbia   |    | 11 s            |

### Prix des monts
|   | Cycliste         | Pays   | Équipe              | Points |
| - | ---------------- | ------ | ------------------- | ------ |
| 1 | Dimitri Champion | France | AG2R La Mondiale    | 26     |
| 2 | Stéphane Augé    | France | Cofidis             | 11     |
| 3 | David Loosli     | Suisse | Lampre-Farnese Vini | 8      |

## Points UCI
| #  | Coureur            | Pays       | Équipe              | Pts |
| -- | ------------------ | ---------- | ------------------- | --- |
| 1  | Cadel Evans        | Australie  | BMC Racing Team     | 80  |
| 2  | Joaquim Rodríguez  | Espagne    | Team Katusha        | 60  |
| 3  | Alberto Contador   | Espagne    | Astana              | 50  |
| 4  | Igor Antón         | Espagne    | Euskaltel-Euskadi   | 40  |
| 5  | Damiano Cunego     | Italie     | Lampre-Farnese Vini | 30  |
| 6  | Philippe Gilbert   | Belgique   | Omega Pharma-Lotto  | 22  |
| 7  | Christopher Horner | États-Unis | Team RadioShack     | 14  |
| 8  | Andy Schleck       | Luxembourg | Team Saxo Bank      | 10  |
| 9  | Ryder Hesjedal     | Canada     | Garmin-Transitions  | 6   |
| 10 | Michael Albasini   | Suisse     | Team HTC-Columbia   | 2   |